# Pays-Bas au Concours Eurovision de la chanson 1974
Les Pays-Bas ont participé au Concours Eurovision de la chanson 1974 le 6 avril à Brighton (Angleterre), au Royaume-Uni. C'est la 19e participation néerlandaise au Concours Eurovision de la chanson.
Le pays est représenté par le duo Mouth & MacNeal et la chanson I See a Star, sélectionnés par la Nederlandse Omroep Stichting (NOS).

## Sélection

### Nationaal Songfestival 1974
Le radiodiffuseur néerlandais, la Nederlandse Omroep Stichting (NOS), sélectionne l'artiste en interne et organise la 17e 
édition du Nationaal Songfestival (en) pour sélectionner la chanson représentant la Pays-Bas au Concours Eurovision de la chanson 1974.
Le Nationaal Songfestival 1974, présenté par Willem Duys (en), a lieu le 27 février 1974 au centre de congrès Jaarbeurs à Utrecht. Les chansons y sont toutes interprétées en néerlandais, langue nationale des Pays-Bas. La chanson sélectionnée a finalement été interprétée en anglais à l'Eurovision 1974, le règlement entre 1973 et 1976 autorisant aux pays participants la langue de leurs choix.
Mouth & MacNeal sont sélectionnés en interne comme interprètes. Lors de la finale nationale, c'est la chanson Ik zie een ster — interprétée dans sa version en anglais I See a Star lors de l'Eurovision —, écrite et composée par Hans van Hemert et co-écrite par Gerrit den Braber (en), qui fut choisie pour être interprétée par le duo, avec Harry van Hoof (en) comme chef d'orchestre.

#### Finale
| Ordre | Artiste         | Chanson                | Traduction                 | Points | Place |
| ----- | --------------- | ---------------------- | -------------------------- | ------ | ----- |
| 1     | Mouth & MacNeal | Liefste                | Ma bien-aimée              | 19     | 2     |
| 2     | Mouth & MacNeal | Zoals de oudjes zongen | Comme chantaient les vieux | 12     | 3     |
| 3     | Mouth & MacNeal | Ik zie een ster        | Je vois une étoile         | 79     | 1     |

## À l'Eurovision
Chaque pays a un jury de dix personnes. Chaque juré attribue un point à sa chanson préférée.

### Points attribués par les Pays-Bas
| 4 points | Grèce   |
| 3 points | Suède   |
| 2 points | Israël  |
| 1 point  | Espagne |

### Points attribués aux Pays-Bas
| 10 points | 9 points | 8 points              | 7 points | 6 points                                                                  |
| --------- | -------- | --------------------- | -------- | ------------------------------------------------------------------------- |
|           |          |                       |          |                                                                           |
| 5 points  | 4 points | 3 points              | 2 points | 1 point                                                                   |
|           |          | - Suède - Yougoslavie | - Grèce  | - Allemagne - Belgique - Finlande - Irlande - Israël - Norvège - Portugal |

Mouth & MacNeal interprètent I See a Star en 12e position lors de la soirée du concours, suivant la Belgique et précédant l'Irlande. 
Au terme du vote final, les Pays-Bas terminent 3es sur 17 pays participants, ayant reçu 15 points,.